# Serra de vogir d'arc

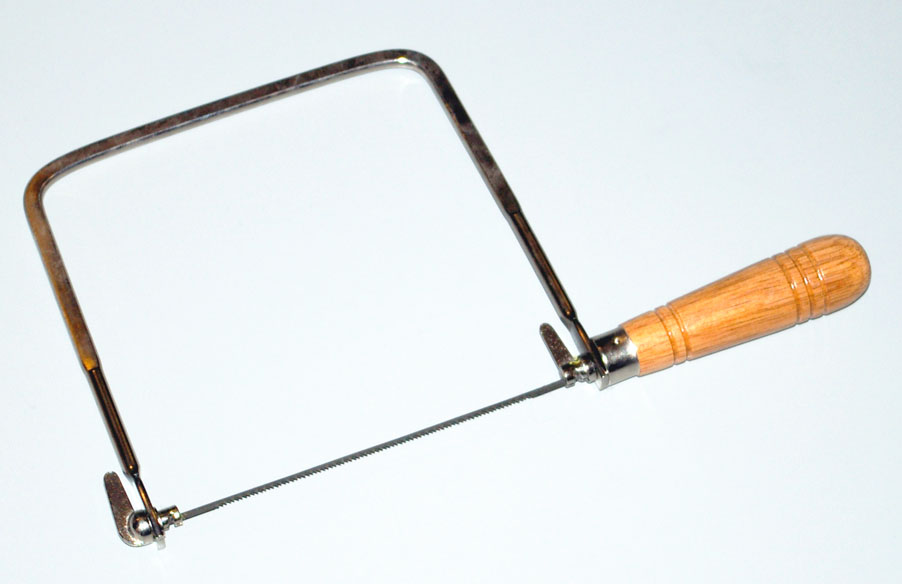
Una serra de vogir d'arc

Una serra de vogir d'arc és una eina que s'usa per a tallar o serrar, principalment fusta o contraplacat, encara que també s'usa per tallar làmines de metall o fins i tot motllures de guix no gaire gruixudes.
La serra de marqueteria està composta principalment de dos elements diferenciats. Un element és la fulla de serra molt prima i de dents finíssimes (anomenada contraveta) que proporciona el tall i l'altra element és l'arc o suport on es fixa mitjançant cargols tensors la fulla de serra.
Per a serrar s'utilitza una acció tallant alternativa de la fulla amb un moviment perpendicular al pla de la peça que es vol tallar, la qual es munta normalment en un cargol de banc.

## Ús
- La serra de mà és generalment utilitzada per realitzar petits talls amb peces que estiguin subjectes en el cargol de banc, en treballs de manteniment industrial.
- El full de la serra té divers tipus de dents i qualitats depenent del material que es vulgui retallar.
- L'arc de serra consta d'un arc amb un mànec per poder-lo agafar amb la mà i poder fer la força necessària per a tallar.
- El conjunt de la fulla de serra i l'arc ha d'estar ben muntat i tensat per donar eficàcia a la feina.

## Normes de seguretat
- Subjectar bé la peça a tallar
- No posar els dits en la trajectòria de tall.
- Tenir cura quan els fulls de la serra es trenquen.